# Sporting Club appaméen
Maillots
Actualités
Dernière mise à jour : 09 Septembre 2024.
Le Sporting Club appaméen ou SC Pamiers est un club de rugby basé à Pamiers en Ariège, appartenant à la Ligue régionale Occitanie de rugby . Il évolue pour la saison 2022-2023 en Fédérale 1 (D4).

## Historique

### Les débuts
Le rugby apparaît à Pamiers vers 1895 mais le premier club est formé en 1904 : ce premier club porte le nom de Stade appaméen. Il portera par la suite plusieurs autres noms comme le Club sportif appaméen ou l’Intime sportive appaméenne avant de devenir le Sporting Club appaméen en 1944. Situé au cœur d’une région qui se prend de passion pour le ballon ovale, Pamiers est naturellement confronté aux autres clubs de l’Ariège comme l'US Foix, le Saint-Girons SC ou encore le Stade lavelanétien.
Le cheminement de son équipe première est semé de nombreuses finales de championnat de France, sept en tout, à différents niveaux, mais une seule sera remportée, celle de troisième division (alors appelée Excellence) contre le Pédale Stade tarusate.

#### Vice-champion des Pyrénées de2esérie 1922
Pamiers joue la première finale de son histoire, celle du championnat des Pyrénées de 2e série, perdu contre le Castres olympique.

#### Montée en première division (1927)
Symbole du « rugby de village » voulu par la Fédération française depuis les années 1920, le club progresse et atteint les demi-finales du Championnat de France de deuxième division en 1926 et participe au Championnat de France de première division en 1927 où il reste 2 saisons dans l’élite.

#### Pamiers en deuxième division (1928-1950)
Pamiers reste ensuite longtemps en deuxième division. En 1950, il dispute la finale de ce championnat contre le CASG et est admis à disputer la phase de brassage pour participer au championnat de France de première division 1951 mais il ne parvient pas à s’y qualifier. Le club descendra quelques années plus tard en troisième division.

#### Champion de France de troisième division 1963
Pamiers est champion de France de troisième division en 1963 après avoir battu Pédale Stade tarusate en finale et remonte en deuxième division.

### Remontée en première division (1971)

#### Vice-champion de France de deuxième division 1971

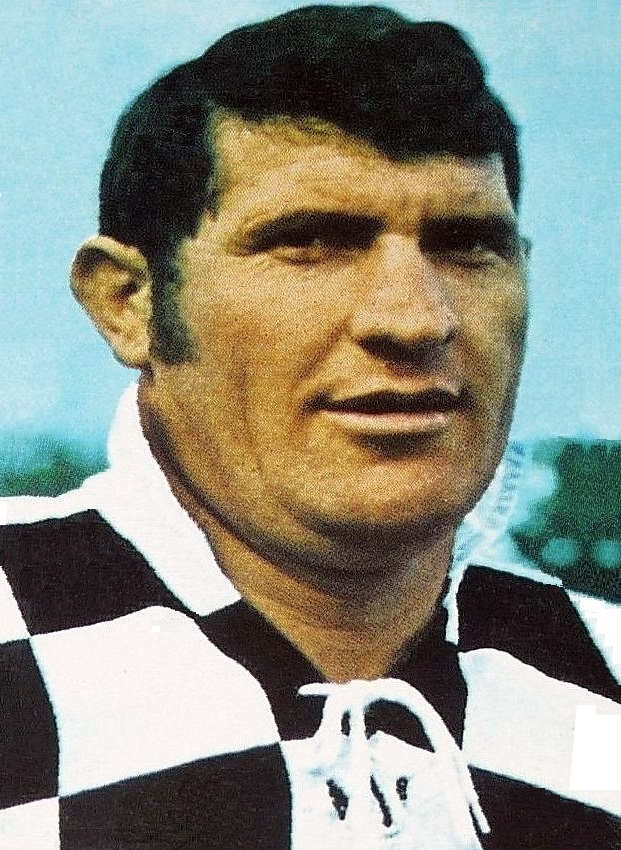
Laurent Spanghero en 1971, sous le maillot à damiers du SC Pamiers.

Après avoir battu Decazeville en demi-finale, Pamiers affronte Bourgoin à Avignon en finale du championnat de France de deuxième division 1971.
Emmenés par Laurent Spanghero, les Appaméens, après avoir encaissé 2 essais dans les 15 premières minutes, parviennent à revenir au score à l’heure de jeu grâce à une pénalité de Segela (50e) et un essai de Abenia (61e) (6-6) mais craquent en fin de match, encaissant 2 nouveaux essais inscrits par Basset et l’ouvreur Guy Berbeder.

#### Une saison en première division (1972)
Pamiers remonte en première division en 1972 où il affronte notamment Toulon, l'Aviron bayonnais, Dax, le Racing et Agen. Malgré une victoire de prestige sur Dax, Pamiers redescend en deuxième division avec un bilan de 4 victoires, 1 nul et 9 défaites, vaincu 9 à 6 lors du match décisif à Mauléon, son concurrent direct alors qu’un match nul suffisait au maintien des damiers.

#### Retour en deuxième division (1972-1977)
Pamiers passe ensuite 5 saisons en deuxième division.

#### Vainqueur du challenge de l’Essor 1973
Pamiers remporte le challenge de l’Essor en 1973, disposant de Gujan-Mestras 11-9 en finale. La même année, il loupe la remontée en première division, battu par Bourgoin 19-9 en huitième de finale.
Deux ans plus tard, il échoue encore sur la dernière marche, battu d'un point par Montélimar 10-9.

#### Remontée en première division groupe B (1978)
Pamiers, renforcé depuis 2 saisons par le troisième ligne toulousain Michel Billière remonte en 1977 après avoir disputé la finale contre L’US vicquoise qu’il perd 16-10. Il évolue donc dans le groupe B de la première division en 1978 mais redescend immédiatement à l’étage inférieur, ne récoltant que 2 victoires en 14 matchs. Le troisième ligne André Gorgues quitte alors le club.

#### Retour en deuxième division
Pamiers joue en deuxième division (3e niveau hiérarchique du rugby français) et en troisième division jusqu’à la fin des années 1980. En 1982, il est vice- champion de France de troisième division, défait en finale par les Vauclusiens de Sorgues 26-3. Le club remonte ainsi en deuxième division. Le pilier Laurent Bénézech fait ses débuts au club avant de rejoindre en 1985 le Racing club de France qui vient de remonter en première division.

#### Retour en première division groupe B
Le club retrouve le groupe B2, alors 3e niveau hiérarchique du rugby français en 1993. Pamiers se situe donc entre le 65e et le 96e club français.
Après avoir éliminé Ussel en demi-finale, il atteint même la finale du groupe B2 contre l'AS Soustons en 1995 mais cette performance n’offre pas de promotion à l’étage supérieur car les groupes B1 et B2 sont unifiés la saison suivante.
Pamiers est ensuite relégué en deuxième division (4e niveau hiérarchique du rugby français) après avoir terminé avant-dernier de son groupe en 1996. Les frères José et Jean-François Matéo quittent alors le club pour le SU Agen.

#### Retour en deuxième division et arrivée d'Albert Cigagna
Relégué en championnat de France de deuxième division, le SC Pamiers recrute Albert Cigagna, le troisième ligne international du Castres olympique, plusieurs fois champion de France avec le Stade toulousain et qui a disputé la dernière Coupe du monde avec l'équipe de France. Il rejoint alors le club comme entraîneur/joueur et parvient à le faire remonter en groupe B mais les deux frères José et Jean-François Matéo quittent alors le club pour le SU Agen et Pamiers est relégué en deuxième division.
L’ancien international Claude Spanghero fut joueur puis entraîneur de l’équipe première dans les années 1990 avant de devenir le directeur sportif du club entre 2004 et 2006. Un autre international, Michel Marfaing, natif de Pamiers et qui a joué au SCA jusqu’en junior avant de partir pour le Stade toulousain, est responsable technique et président de la commission sportive du club.

### Années 2010 à 2020
A l'issue de la saison 2018-2019 le Sporting Club appaméen remonte en Fédérale 1, un véritable exploit en même temps qu'un événement considérable pour la ville et le département. En effet, Pamiers a décroché son ticket en éliminant Gaillac en 8e de finale. L'écart du match aller à Pamiers (51-17 pour les Damiers) était bien trop important pour que Gaillac puisse le remonter. Les Tarnais ont tout donné, tout tenté et ont remporté une bien belle victoire de prestige devant leurs supporters sur le score de 24 à 16. Le SCA, même bousculé, a su garder la tête froide et laisser passer l'orage, faire le gros dos pour, finalement, trouver son Graal à l'issue d'une rencontre de grande qualité, très engagée, mais fort correcte. Le SCA continue sur sa lancée et atteint même la demi-finale, malheureusement perdue contre une belle équipe de l'US Issoirienne.

### Années 2020-
Le SCA termine deuxième de sa poule lors de la saison 2021-2022, mais est éliminé en huitièmes de finale aller-retour par le CS Vienne.
En 2023-2024, après un 3e forfait déclaré, le club est contraint de déclarer forfait général pour le restant de la saison. Alors qu'elle accumule des dettes s'élevant à un montant entre 200 000 et 300 000 euros, la situation financière est suffisamment assainie afin d'éviter la liquidation : l'équipe première est alors reversée en Fédérale 2 pour la saison 2024-2025.

## Identité visuelle

### Logo

Évolution du logo
Ancien logo.
Logo actuel.

## Palmarès

### Détail du palmarès
- Championnat de France de deuxième division :
  - Vice-champion (3) : 1950, 1971 et 1977
  - Demi-finaliste (2) : 1926 et 1931
- Championnat de France de première division groupe B2 :
  - Finaliste (1) : 1995 (10-17 contre l'AS Soustons)
- Championnat de France de troisième division :
  - Champion (1) : 1963 (« Excellence », 11-3 contre le Pédale Stade tarusate)
  - Finaliste (1) : 1982 (0-23 contre le RC Sorgues)
- Championnat de France de rugby à XV de 3e division fédérale - excellence B :
  - Champion (2) : 2003 ( Victoire contre Orsay 29 à 15) et 2008 (Victoire contre Antony 30 à 29)
- Championnat de France de rugby à XV de 4e série :
  - Finaliste (1) : 1926 (contre Salies-du-Salat)
- Championnat des Pyrénées :
  - Champion (2) : 1923, 1926

### Finales disputées
| Date          | Vainqueur           | Finaliste  | Score   | Lieu                               | Spectateurs |
| ------------- | ------------------- | ---------- | ------- | ---------------------------------- | ----------- |
| 30 avril 1950 | CASG Paris          | SC Pamiers | 17 - 6  | Stade Francis-Rongiéras, Périgueux |             |
| 9 mai 1971    | CS Bourgoin-Jallieu | SC Pamiers | 15 - 6  | Stade de Saint-Ruf, Avignon        | 5 467       |
| 15 mai 1977   | US Vic-en-Bigorre   | SC Pamiers | 16 - 10 | Stade Jules-Ribet, Saint-Gaudens   |             |

## Personnalités du club
‌

### Joueurs emblématiques
- André Gorgues
- Laurent Bénézech
- Michel Billière
- Paul Garrigues
- Claude Spanghero
- Laurent Spanghero

### Entraîneurs
- 1991-1997 :  Claude Spanghero
- 2016-2020 :  Benoît Marfaing
- 2021- :  Éric Mercadier

### Présidents
- 2015 - 2022 :  Jean-Philippe Sannac[10].
- Depuis 2022 -